# Nozomi Okuhara
Nozomi Okuhara –en japonés, 奥原 希望, Okuhara, Nozomi– (Omachi, 13 de marzo de 1995) es una deportista japonesa que compite en bádminton, en la modalidad individual.
Participó en los Juegos Olímpicos de Río de Janeiro 2016, obteniendo una medalla de bronce en la prueba individual. Ganó dos medallas en el Campeonato Mundial de Bádminton, oro en 2017 y plata en 2019.

## Palmarés internacional
| Juegos Olímpicos   | Juegos Olímpicos        | Juegos Olímpicos  | Juegos Olímpicos |
| Año                | Lugar                   | Medalla           | Prueba           |
| ------------------ | ----------------------- | ----------------- | ---------------- |
| 2016               | Río de Janeiro (Brasil) | Medalla de bronce | Individual       |
| Campeonato Mundial |                         |                   |                  |
| Año                | Lugar                   | Medalla           | Prueba           |
| 2017               | Glasgow (Reino Unido)   | Medalla de oro    | Individual       |
| 2019               | Basilea (Suiza)         | Medalla de plata  | Individual       |